# Atanas Nakowski
Atanas Nakowski, eigentlich Atanas Fotinow Nakow (bulgarisch Атанас Наковски, * 31. August 1925 in Sofia; † 2014) war ein bulgarischer Schriftsteller.

## Leben
Nakowski studierte Ökonomie und arbeitete als Redakteur beim Rundfunk und als Verlagslektor. Er schrieb Romane und Kinderbücher. In seinen Romanen befasste er sich mit der Lebenssituation in der damals sozialistisch geprägten bulgarischen Gesellschaft.

## Werke (Auswahl)
- Marija gegen Piralkow, Roman, 1962
- Die Straße hinter dem Fluß, Kinderbuch, 1964 (deutsch: 1969)
- Die endlose Straße, Roman, 1968
- Die Welt am Abend, die Welt am Morgen, Roman, 1973 (deutsch: 1975)